# 契皮瓦縣 (密歇根州)
契皮瓦縣（英語：Chippewa County）是位於美国密西根上半島最東部的一個縣，根据2020年人口普查结果显示，该县人口为36,785人。该县县治位于苏圣玛丽。该县正式设立于1826年，县名得名于契皮瓦族（即奥吉布瓦族）。